# Stactobia nalin
Stactobia nalin is een schietmot uit de familie Hydroptilidae. De soort komt voor in het Oriëntaals gebied.